# Akademische Risikobereitschaft
Akademische Risikobereitschaft (auch intellektuelle Risikobereitschaft) bezeichnet die Bereitschaft von Schülerinnen und Schülern sowie Studierenden, sich besonders herausfordernden Lernaufgaben zuzuwenden, über deren Bearbeitungsqualität und Richtigkeit Unsicherheit besteht. Das Risiko besteht dabei darin, nicht sicher ein korrektes Ergebnis, sondern möglicherweise ein falsches beziehungsweise fehlerbehaftetes Ergebnis zu generieren.

## Definition und Merkmale
Akademische Risikobereitschaft wird als Verhalten beschrieben, bei dem sich Lernende in herausfordernden Situationen einbringen, obwohl sie sich bei der Richtigkeit oder Qualität ihrer Ideen und Beiträge unsicher sind. Die Unsicherheit entsteht vor allem dadurch, dass die Aufgabe oder der Lerninhalt die Kompetenzen der Lernenden besonders fordert oder diese sogar leicht übersteigt. Beispiele für akademische Risikobereitschaft sind etwa das Teilen von Ideen in einer Seminargruppe, das Einholen von Feedback zu einer schriftlichen Arbeit, oder auch das Vertreten einer von der Mehrheit abweichenden Meinung innerhalb einer Lehrveranstaltung. Sie ist ein inhärenter Bestandteil von Bildungsprozessen, da Lernen oft mit Experimentieren, Entdecken neuer Ideen und der Auseinandersetzung mit komplexen Konzepten und Methoden einhergeht. 

### Akademische Risikobereitschaft als eine Form des positiven Risikos
Beim Lernen kann man zwischen positiven und negativen Risiken unterscheiden. Negative Risiken, wie beispielsweise verschiedene Formen akademischen Schummelns (z. B. Contract Cheating, schulisches Mogeln oder Plagiarismus) gelten als nicht normativ wünschenswert und können langfristige negative Auswirkungen auf den Bildungsweg haben. Im Gegensatz dazu sind positive Risiken, die im Kontext akademischer Risikobereitschaft auftreten, mit einer höheren Wahrscheinlichkeit von sozialer Akzeptanz und konstruktiven Ergebnissen verbunden. Diese Risiken sind in der Regel geplant und auf längerfristige Ziele wie persönliches Wachstum oder die Vertiefung des Verständnisses ausgerichtet.

### Einflussvariablen
Ob akademische Risiken eingegangen werden, ist von mehreren Faktoren abhängig. Dazu gehören:
1. Individuelle Merkmale: Einerseits können die Überzeugungen einer Person gegenüber Fehlern zu mehr oder weniger akademischer Risikobereitschaft führen. Insbesondere gehen Personen dann weniger akademische Risiken ein, wenn sie nach Fehlern mit negativem Affekt rechnen.[2] Andererseits spielen die Zielorientierungen eine Rolle. Vor allem Lernende, die ihre Unzulänglichkeiten vor anderen verbergen möchten (Vermeidungsleistungsziele), gehen weniger akademische Risiken ein. Dagegen zeigen Lernende mehr akademische Risikobereitschaft, wenn sie allein um des Lernens willen lernen.[3] Mehr akademische Risiken zeigen Lernende außerdem, wenn sie eine Präferenz für schwierige Aufgaben haben.[4]
2. Didaktische Gestaltung: Die Art der Lehrmethoden und die Didaktik des Lernsettings haben einen entscheidenden Einfluss auf die Bereitschaft, akademische Risiken einzugehen. Werden Lehrmethoden gewählt, die auf das Auswendiglernen und Wiedergeben von Lerninhalten fokussieren, sinkt die Wahrscheinlichkeit akademischer Risikobereitschaft.[5]

## Historisches und Messung akademischer Risikobereitschaft
Akademische Risikobereitschaft hat seine Ursprünge in der psychologischen beziehungsweise erziehungswissenschaftlichen Forschung der 1980er-Jahre. Ein erster Messansatz wurde von Margaret Clifford mit dem Academic Risk Taking Task entwickelt. Dieses Instrument zielt darauf ab, die akademische Risikobereitschaft von Schülerinnen und Schülern zu messen, indem sie Aufgaben aus einem Aufgabenset mit unterschiedlichen Schwierigkeiten auswählen. Die Wahl schwieriger Aufgaben zeigt dabei eine hohe akademische Risikobereitschaft an.
In den letzten Jahrzehnten wurde die akademische Risikobereitschaft insbesondere durch die Disziplin der Bildungsforschung weiter untersucht und in den Hochschulbereich übertragen, was die Nutzung und Entwicklung anderer Instrumente nötig machte. Eine erste Adaption des Academic Risk Taking Task für den Hochschulbereich liegt vor. Zusätzlich existieren Fragebögen, wie die School Failure Tolerance Scale. Für den Hochschulbereich finden vornehmlich zwei Skalen Anwendung: Die Intellectual Risk Taking Scale sowie die Academic Risk Taking Scale, die eine Unterscheidung zwischen einer über verschiedene Lernsituationen generalisierbaren sowie einer seminarspezifischen Komponente ermöglicht.